# Philodendron croatii
Philodendron croatii är en kallaväxtart som beskrevs av Michael Howard Grayum. Philodendron croatii ingår i släktet Philodendron och familjen kallaväxter.
Artens utbredningsområde är Panamá. Inga underarter finns listade.